# Oleh Ilika
 (août 2012).
Si vous disposez d'ouvrages ou d'articles de référence ou si vous connaissez des sites web de qualité traitant du thème abordé ici, merci de compléter l'article en donnant les références utiles à sa vérifiabilité et en les liant à la section « Notes et références ».

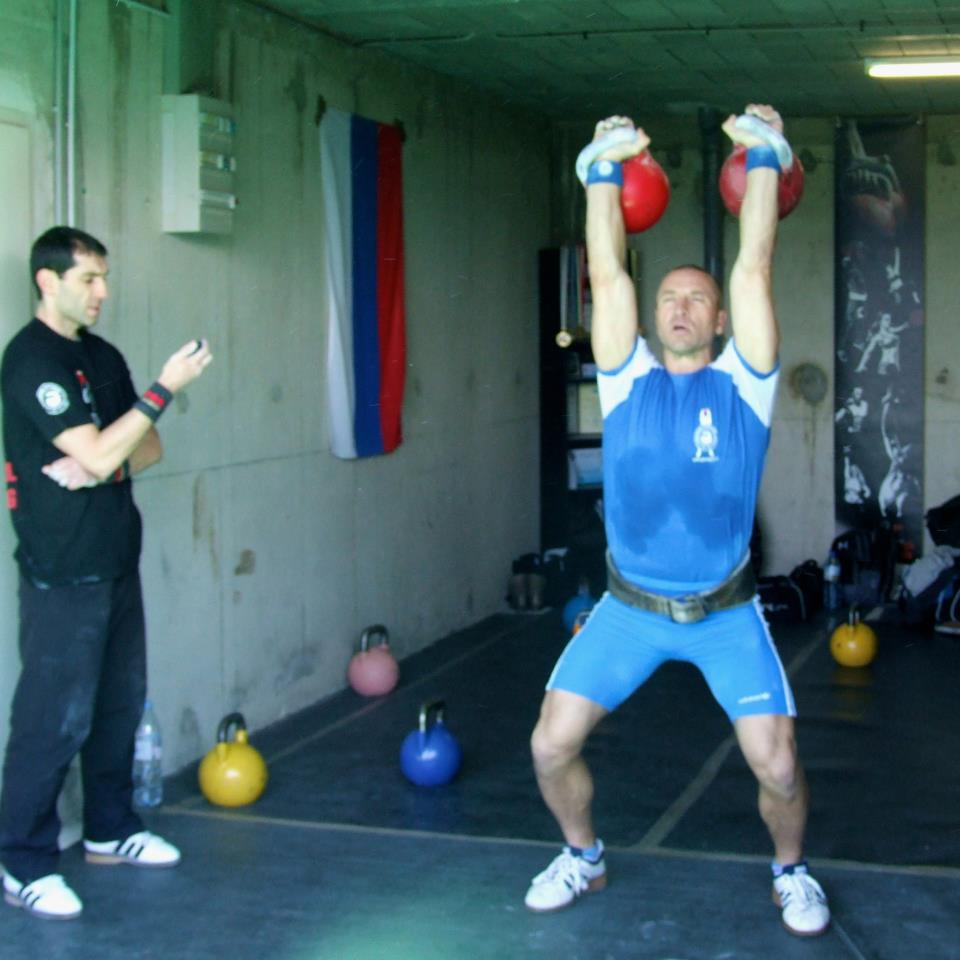
Double Long cycle 32kg

Oleh Ilika (né Oleg Ilika) est un athlète de haut niveau d'origine ukrainienne, né le 2 septembre 1971 à Storojynets. Il pratique le girevoy et possède plusieurs records du monde. Il est marié avec Iryna Ilika, ont deux enfants et vit près de Milan en Italie.

## Biographie
À 18 ans (1989), Oleh Ilika est sélectionné avec 29 autres soldats (parmi plus de 440 candidats) et promu sergent parachutistes chef du département raiders des spetsnaz, les forces spéciales des pays de l'ex-Union Soviétique. Après son expérience militaire, il obtient un diplôme en éducation physique et travaille en Ukraine jusqu'en 2000 en tant que professeur et coach de Ghiri Sport (Kettlebell Lifting), haltérophilie et bras de fer, restant aussi sergent de l'équipe sportif de l'armée.
Dans sa carrière, il a gagné plus de 20 podiums mondiaux (Jerk, Biathlon, Long Cycle, Marathon, Half-marathon, Sprint ICWLM, Team Relay IGSF) et plus de 30 podiums nationaux.
Oleh Ilika arrive en Italie le 18 septembre 2000, commençant son activité de diffusion du Kettlebell Lifting (Ghiri Sport). Il constitue, en 2006, l'Associazione Sportiva Ghiri Sport, qui devient, en 2008, la "Federazione Ghiri Sport Italia".
Même s'il a pratiqué nombreux sports pendant sa vie (athlétisme, gymnastique, lutte, karate, bras de fer, sambo et triathlon militaire), il a choisi de consacrer sa vie au Kettlebell Lifting (Ghiri Sport), parce que, comme il dit lui-même, il n'est jamais trop tard pour commencer et ce sport offre des avantages énormes (force, résistance, puissance, agilité, coordination).
Son premier record du monde : Jerk - Marathon 1h (32 kg) 901 reps en 18/05/2000. 
En dépit de ses 40 ans, il continue à rivaliser, en essayant d'atteindre des objectifs de plus en plus difficiles, comme Snatch - 10 min (32 kg) 225 reps ou Long Cycle - Marathon 1 h (32 kg) 850 reps!
Stéphane Dogman fit la connaissance de Oleh Ilika en 2010 il découvrit grâce à lui l'épreuve du Marathon (qu'il développe aujourd'hui en France) il est le premier élève français a Oleh Ilika, ils gardent une grande complicité entre ces 2 athlètes. Stéphane Dogman faire régulièrement venir en France Oleh Ilika pour des stages.